# Austra Skujytė

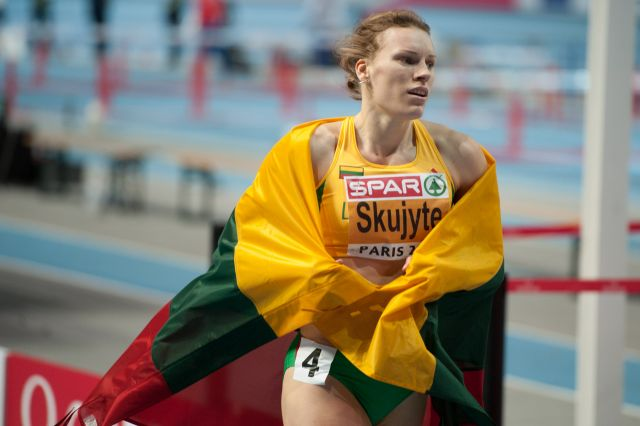
Austra Skujytė (2011)

Austra Skujytė (* 12. August 1979 in Biržai) ist eine ehemalige litauische Siebenkämpferin.

## Sportliche Karriere
2000 wurde sie Zwölfte bei den Olympischen Spielen in Sydney.
Bei den Weltmeisterschaften 2001 in Edmonton wurde Skujytė mit 6112 Punkten Sechste und bei den Europameisterschaften 2002 in München mit 6275 Punkten Vierte.
Bei den Olympischen Spielen 2004 in Athen konnte sie mit persönlicher Bestleistung von 6435 Punkten die Silbermedaille hinter Carolina Klüft (SWE) gewinnen. Es folgten ein vierter Platz bei den Weltmeisterschaften 2005 in Helsinki mit 6360 Punkten und ein sechster Platz bei den Weltmeisterschaften 2007 in Osaka.
2004 gewann Skujytė bei den Hallenweltmeisterschaften 2004 in Budapest Bronze. Bei den Halleneuropameisterschaften 2007 in Birmingham wurde sie mit ihrer persönlichen Bestleistung von 4740 Punkten Vierte und bei den Hallenweltmeisterschaften 2008 in Valencia Fünfte.
Im bislang noch nicht in internationale Großveranstaltungen aufgenommenen Zehnkampf stellte Skujytė am 15. April 2005 in Columbia (Missouri) mit 8358 Punkten einen Weltrekord auf.
Bei den Olympischen Spielen 2012 in London erzielte sie nach der Doping-Disqualifikation zweier vor ihr liegender Athletinnen das drittbeste Ergebnis. Die Entscheidung über die nachträgliche Vergabe der Bronzemedaille an Austra Skujytė wurde vom IOC noch nicht getroffen. Die Litauerin beeindruckte während dieses Wettkampfes auch mit der Kugelstoßweltbestleistung innerhalb eines Siebenkampfes von 17,31 Metern.
Im Herbst 2017 beendete Skujytė ihre sportliche Laufbahn.
Bei einer Körpergröße von 1,88 m betrug ihr Wettkampfgewicht 76 kg.